# Kirill Petrenko
Kirill Petrenko (Omszk, 1972. február 11. –) orosz származású osztrák karmester, 2013 és 2021 között a müncheni Bajor Állami Opera főzeneigazgatója, 2019 óta a Berlini Filharmonikusok vezető karmestere. 

## Életpályája
Zenész család gyermeke, édesapja, Garri Petrenko a szibériai omszki szimfonikus zenekar első hegedűse, karmestere volt, édesanyja, Olga Davidovna Vajntraub pedig zenetörténész. Petrenko zenei általános iskolában kezdte meg tanulmányait, s az erőteljes zongoratanulásnak köszönhetően 11 éves korában már az Omszki Szimfonikusok kísérték szóló fellépését. A család a Szovjetunió felbomlása előtt Ausztriába emigrált, az ifjú Petrenko pedig előbb a feldkirchi, majd a bécsi konzervatóriumban folytatta tanulmányait, a szlovén Uroš Lajovic keze alatt. 
A németországi Meiningen színházának, majd 2002–2007 között a berlini Komische Opernek volt zenei igazgatója. Az osztrák fővárosban első munkahelye a bécsi Volksoperhez fűződik, ahol első asszisztensként dolgozott a bécsi könnyűzene fellegvárában. 2013-ban azonban ismét zenei vezetői posztra vágyott, s elfogadta a müncheni Bayerische Staatsoper állásajánlatát: Kent Naganót váltotta a zenekar élén. 
2006 és 2010 között Serge Dorny meghívására a lyoni operaházban egy Csajkovszkij-ciklus színpadra állításán dolgozott Peter Steinnel. A Bécsi Állami Operaházban Richard Strauss A rózsalovagját (Rosenkavalier) állította színpadra, a folyosókon pedig a zenészek azt suttogták, hogy Petrenko értelmezése legalább olyan jó, mint Carlos Kleiberé. A darab sikere óta egymást érték a meghívások a legjobb zenekaroktól: Berlini Filharmonikusok, Chicagói Filharmonikusok, a Clevelandi Zenekar, a Radio France filharmonikus zenekara.
2015. június 22-én a Berlini Filharmonikusok hivatalosan is Sir Simon Rattle utódjának nevezte ki a zenekar élére. A szerződést 2016 októberében írták alá, de Petrenko csak 2019 augusztusában vette át hivatalosan a zenekar vezetését, s lépett ezzel Nikisch Artúr, Wilhelm Furtwängler, Sergiu Celibidache, Herbert von Karajan és Claudio Abbado nyomdokaiba. Emellett a 2020/21-es évadig a Bajor Állami Opera főzeneigazgatói posztját is megtarthatta. 
Bemutatkozó koncertje a Berlini Filharmonikusok élén 2019. augusztus 24-én volt a berlini Brandenburgi kapu előtt, a műsoron Beethoven 9. szimfóniájával.

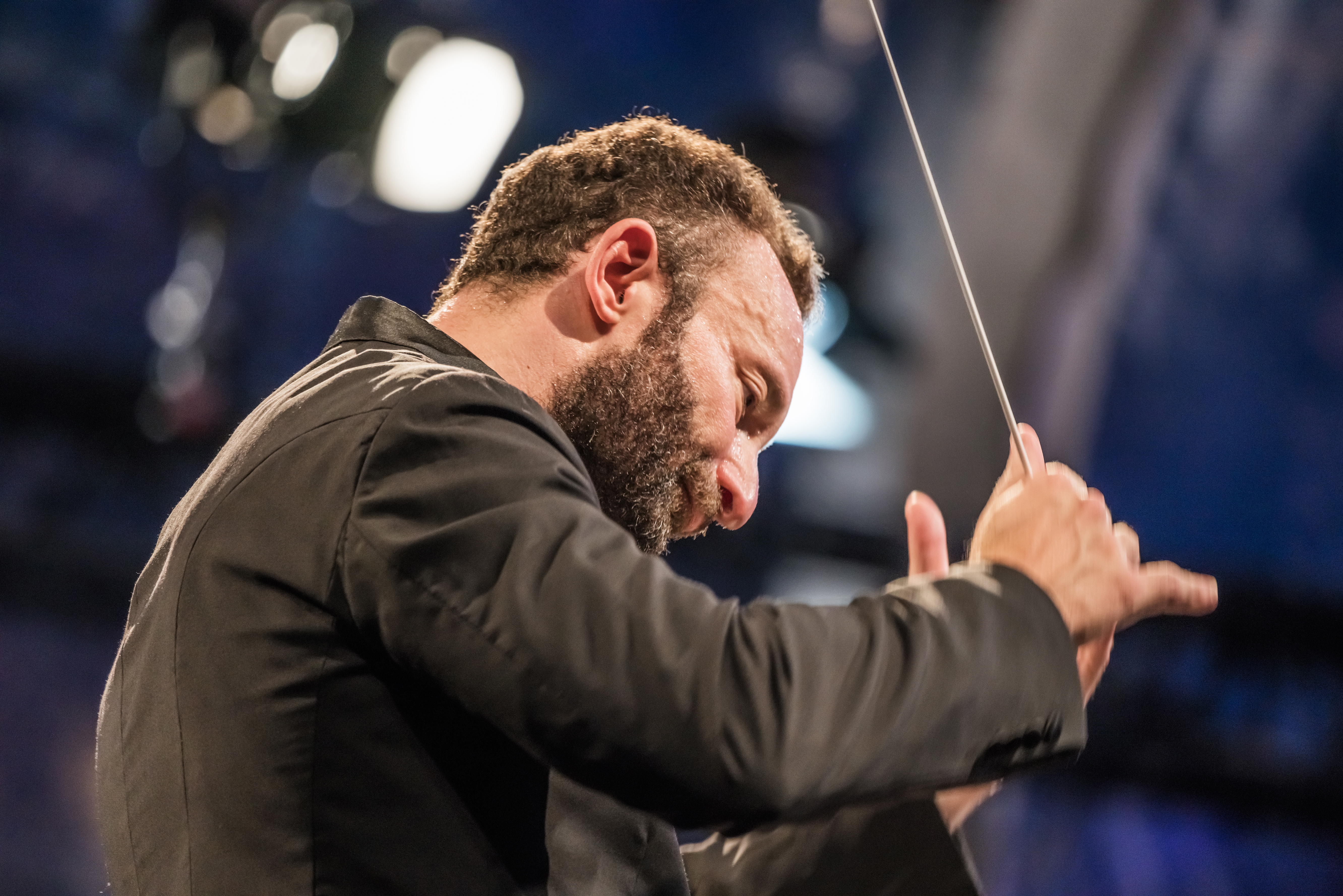
Kirill Petrenko bemutatkozó koncertje a Berlini Filharmonikusok élén a Brandenburgi kapu előtt 2019. augusztus 24-én.
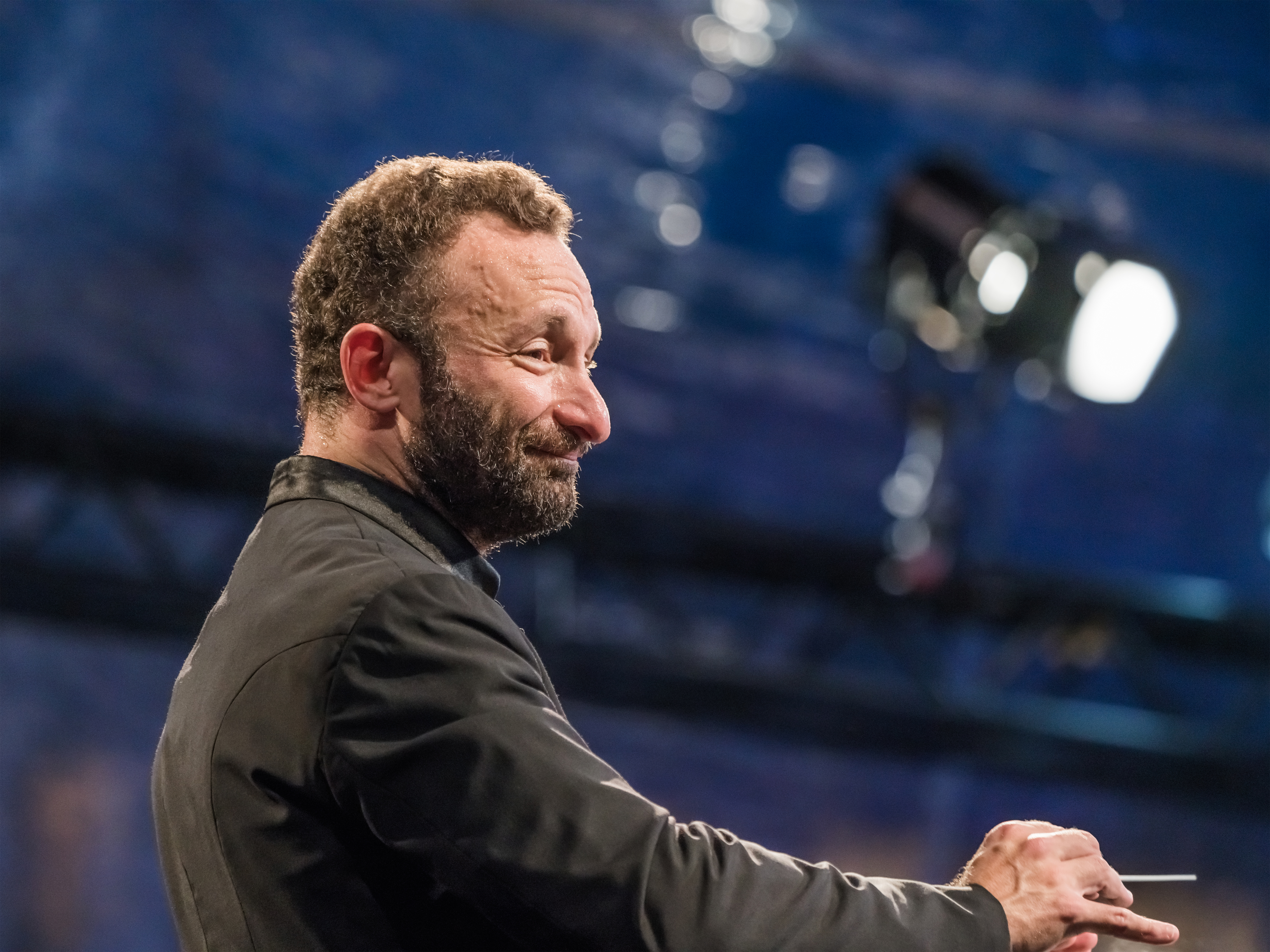
Kirill Petrenko a Berlini Filharmonikusok élén, 2019. augusztus 24.
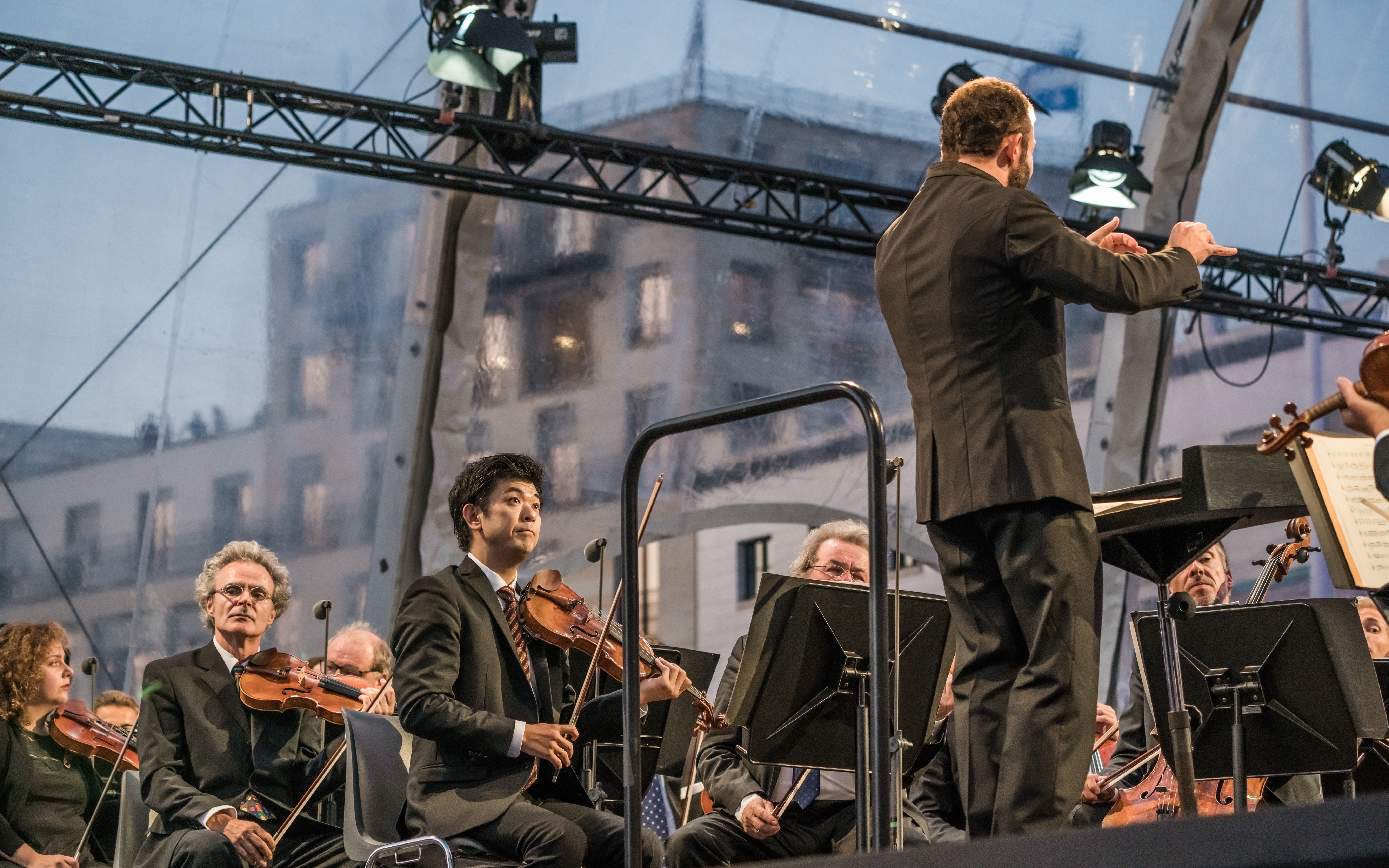
Kirill Petrenko a Berlini Filharmonikusok élén, 2019. augusztus 24.

## Fordítás
- Ez a szócikk részben vagy egészben  a   Kirill Petrenko című francia Wikipédia-szócikk ezen változatának fordításán alapul.  Az eredeti cikk szerkesztőit annak laptörténete sorolja fel. Ez a jelzés csupán a megfogalmazás eredetét és a szerzői jogokat jelzi, nem szolgál a cikkben szereplő információk forrásmegjelöléseként.